# 阿扎特·亚加法罗夫
阿扎特·费迪南多维奇·亚加法罗夫（羅馬化：Azat Ferdinandovich Yagafarov；1961年4月4日—）是俄罗斯政治人物，第八届国家杜马代表。
1985年至1988年，他担任Aktyubaneft石油和天然气生产部计划经济部副部长、经济学家。1990年至1992年间，他担任Tatneft的首席工程师。1992年至1999年，他担任Tatneft协会驻莫斯科代表处负责人。2004年，他开始担任Tatneft副总经理。自2021年9月起，他担任第八届国家杜马鞑靼斯坦选区代表。

## 制裁
亚加法罗夫于2022年因俄乌战争而受到英国政府制裁。